# William Edward Sawyer
William Edward Sawyer (1850 - 15 de mayo de 1883) fue un inventor estadounidense cuya contribución fue principalmente en el campo de la ingeniería eléctrica y la iluminación eléctrica.
Sus inventos principales incluyen:
- Aparato telegráfico para uso de cable (31 de marzo de 1874)

- Telégrafo y circuito automáticos y autográficos (2 de febrero de 1875)
- Aparatos y sistemas de ingeniería eléctrica e iluminación (14 de agosto de 1877)
- Dispositivo para efectuar la descarga estática en telegrafía autográfica (6 de noviembre de 1877)
- Interruptor eléctrico (29 de junio de 1880)
- Dispositivo de seguridad eléctrica para ascensores (6 de julio de 1880).

Un artículo de 1920 en The New York Times lo describió como pionero en el desarrollo de la luz incandescente. En asociación con Albon Man (29 de junio de 1826-18 de febrero de 1905) fundó Electro-Dynamic Light Company para producir lámparas incandescentes. Desde 1879 hasta 1885, la compañía defendió con éxito sus patentes contra los intereses de la compañía Edison. La patente fue controlada por Thomson-Houston Electric Company hasta 1888 cuando Westinghouse Electric compró la compañía que produce la lámpara, Consolidated Electric Light. Las lámparas de "tapón" basadas en Sawyer-Man, aunque no duraron tanto como la lámpara de Edison, permitieron que Westinghouse iluminara con éxito la Exposición Colombina del Mundo de Chicago de 1893. La empresa Sawyer-Man finalmente fue comprada por Westinghouse Corporation y se convirtió en la iluminación de Westinghouse división.